# يوسف المنسي
يوسف محمود حامد المنسي فلسطيني شغل منصب وزير وزارة الاتصالات وتكنولوجيا المعلومات الفلسطينية ضمن حكومة إسماعيل هنية الثانية. اعتقله الجيش الإسرائيلي خلال الحرب الإسرائيلية الفلسطينية عام 2023.